# جشن اکتبر

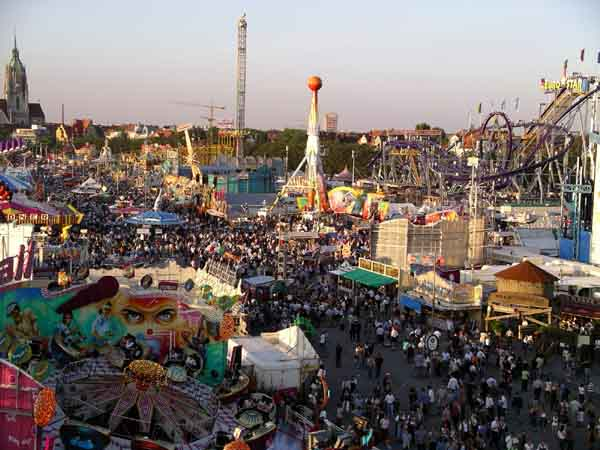
اکتبرفست سال ۲۰۰۳

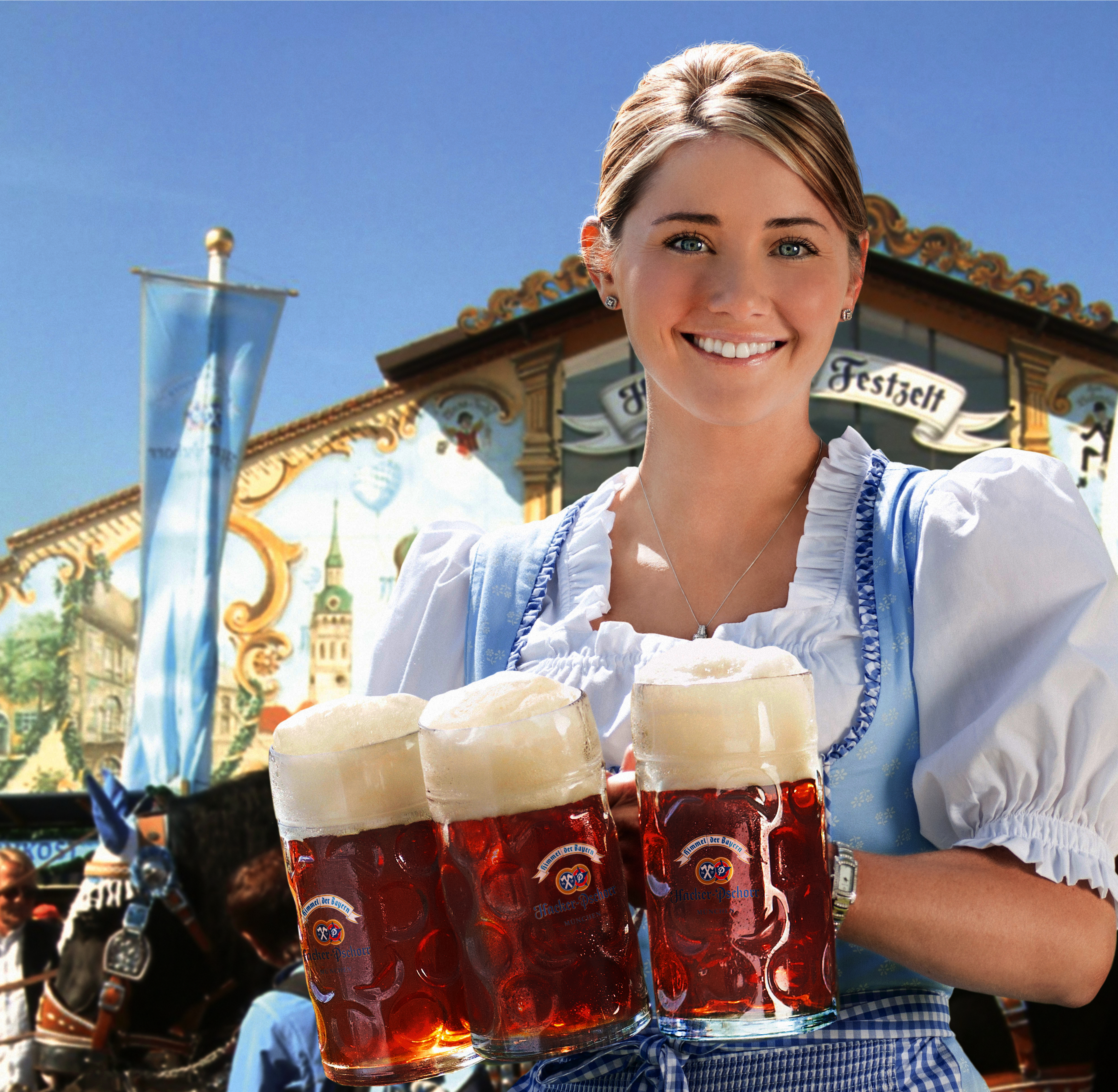
یکی از «دختران جشن اکتبر» با لباس محلی این جشن در حال سرو کردن آبجو

جشن اکتبر (به آلمانی Oktoberfest، تلفظ: اکتُبِرفِست) جشن آبجوخوری است دو هفته‌ای که هر سال در آخر سپتامبر و آغاز اکتبر در مونیخ برگزار می‌شود. اکتبرفست از بزرگ‌ترین جشن‌های جهان است و هربار بیش از شش میلیون نفر در آن شرکت می‌کنند و هر سال نزدیک به ۶ میلیون لیتر آبجو در طول این جشن مصرف می‌شود. در برخی شهرهای دیگر دنیا نیز در همان زمان جشن‌های مشابهی برگزار می‌شود.
مرکز رویدادهای این جشن در محوطه بزرگی در نزدیک مونیخ قرار دارد که به «مرغزار ترز» معروف است. شش آبجوسازی معروف باواریا چادرهای بسیار بزرگی در آن برپا می‌گنند و در هریک چندهزار نفر به آبجوخواری و شادمانی مشغول می‌شوند. برپایه بعضی از آمار هر سال نزدیک به ۶ میلیون لیتر آبجو در طول جشن اکتبر در مونیخ مصرف می‌شود. بسیاری از خانواده‌ها نیز برای لذت بردن از برنامه‌های موسیقی و شهر بازی در جریان این مراسم راهی مونیخ می‌شوند.
جشن را شهردار مونیخ با بازکردن یک بشکه آبجو آغاز می‌کند.
در اکتبر سال ۲۰۱۲ پلیس اعلام کرد که در این جشن جلوی ۶۳ هزار مورد تلاش برای سرقت لیوان‌های آبجو را که سوغاتی با ارزشی به‌شمار می‌آید، گرفته‌است. اداره جمع‌آوری اجناس گمشده نیز گفت ۳۰۰ کیف پول، ۲۰۰ تلفن همراه، ۵۰ دوربین عکاسی و ۲ حلقه ازدواج تحویل این اداره شده‌است که صاحبانشان معلوم نیست.

## تاریخچه
اولین بار این جشن در ۱۸۱۰ بخاطر جشن عروسی شاهزاده لودویگ اول باواریا برپا شد و چون بسیار موفق بود در سال‌های دیگر هم تکرار شد. هم‌زمان با این جشن نمایشگاه محصولات کشاورزی و دامداری نیز برپا می‌شد. در سال‌های اول مسابقه اسب دوانی هم برگزار می‌شد ولی از ۱۹۶۰ این‌کار متوقف شد.
اکتبرفست ۲۴ بار به دلیل جنگ یا شیوع بیماری برگزار نشد.

## تبدیل شدن به جشنی همگانی

### قرن بیستم

#### انفجار بمب در جشن اکتبر ۱۹۸۰
یک بمب لوله‌ای در منطقه خاکی اطراف توالت‌ها در اطراف ورودی اصلی در ۲۶ سپتامبر ۱۹۸۰ در ساعت ۲۲:۱۰ جاساز شده بود. این بمب از کپسول خالی آتش‌نشانی که از ۱٫۳۹ کیلوگرم خمپاره و تی‌ان‌تی پر شده‌بود، تشکیل می‌شد. سی نفر از افراد کشته‌شدند و بیش از ۲۰۱ نفر هم زخمی شدند که وضع ۶۸ نفر آن‌ها وخیم گزارش شد.
این واقعه پس از قتل‌عام مونیخ کشنده‌ترین حملهٔ تروریستی در تاریخ آلمان بود. مقامات دولتی چندین تحقیق رسمی را آغاز کردند که اذعان داشتند راست‌گراهای افراطی، گاندولف کولر از دوناچینگن، یک فعال اجتماعی که در انفجار کشته شد، مرتکب جنایت شده بود. هرچند، این گزارش بین گروه‌های متفاوت دارای اختلاف‌های شدیدی است.

## چادرها

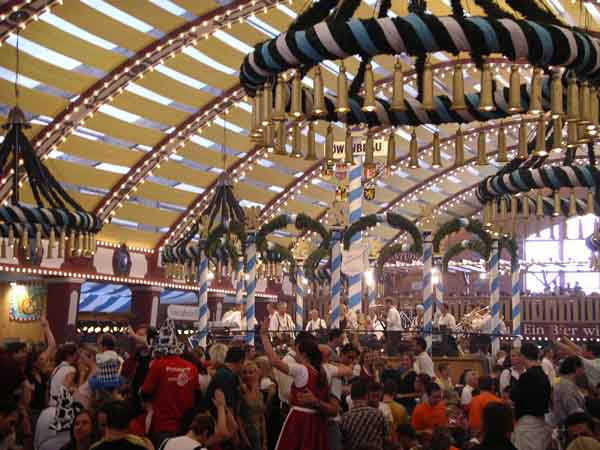
مردم در چادر آبجوسازی لوون‌برو

امروزه ۱۵ چادر اصلی و بزرگ در محوطه جشن اکتبر برپا می‌شود:
- چادر آرمبراست‌شوتسنسلت با گنجایش ۷۴۵۰ نفر
- چادر آگوستینربروی با گنجایش ۸۵۰۰ نفر
- چادر بروی‌روسل که به نام «پشوربروی-فست‌هال» نیز معروف است و ۸۴۰۰ نفر گنجایش دارد.
- چادر فیشر-ورونی با گنجایش ۳۷۸۰ نفر
- چادر هکر-پشور که بزرگ‌ترین چادر و معروف به «بهشت بایرن» است و ۹۳۰۰ نفر گنجایش دارد.
- چادر هیپودروم متعلق به آبجوسازی اشپاتن-فرانتزیسکانر با گنجایش ۴۳۰۰ نفر
- چادر مارستال که به همراه محوطه باغ اطراف خود ۴۳۰۰ نفر گنجایش دارد.
- چادر هوفبروی که حدود ۱۰۰۰۰ نفر گنجایش دارد و در کنار چادر پولانر بزرگ‌ترین چادر محسوب می‌شود.
- چادر کافرویسنشانک با گنجایش ۳۵۰۰ نفر
- چادر لوون‌بروی با گنجایش ۸۵۰۰ نفر
- چادر اکسن‌براتری که به همراه آبجو، گوشت پخته ورزا نیز سرو می‌کند و ۷۵۵۰ نفر گنجایش دارد.
- چادر شوتن‌هامل بازهم متعلق به آبجوسازی اشپاتن-فرانتزیسکانر که پاتوق جوان‌هاست و ۶۰۰۰ نفر گنجایش دارد.
- چادر شوتن‌فست‌سلت با گنجایش حدود ۵۳۹۰ نفر
- چادر وین‌سلت با گنجایش ۲۵۰۰ نفر
- چادر وینتسررفاندل (پولانر) که به همراه محوطه باغ اطراف خود حدوداً گنجایش ۱۰۰۰۰ نفر دارد و در کنار چادر هوفبروی بزرگ‌ترین چادر محسوب می‌شود.